# Liste französischer Jagdflieger im Ersten Weltkrieg
Die Liste französischer Jagdflieger im Ersten Weltkrieg listet Jagdpiloten des französischen Aéronautique Militaire im von 1914 bis 1918 dauernden Ersten Weltkrieg auf, die mehr als 20 Abschüsse erzielten.

## Übersicht
Die Tabelle enthält die französischen Flieger mit mehr als 20 bestätigten Abschüssen mit
- Name
- Dienstgrad
- Zahl der bestätigten plus der unbestätigten Luftsiege (L)
- Auszeichnungen
- Einheit
- Todesdatum (†)

Anmerkung: Die Liste ist sortierbar: Durch Anklicken eines Spaltenkopfes wird die Liste nach dieser Spalte sortiert, zweimaliges Anklicken kehrt die Sortierung um.
| Name              | Bild | Rang            | L  | Auszeichn.                        | Escadrille                             | †                                                     |
| ----------------- | ---- | --------------- | -- | --------------------------------- | -------------------------------------- | ----------------------------------------------------- |
| René Fonck        |      | Colonel         | 75 | Ch. LH, MéM, CdeG, BCdeG, MC, MM  | C.47, N.3, SPA.103,                    | 18. Juni 1953                                         |
| Georges Guynemer  |      | Capitaine       | 52 | Ch. LH, MéM, CdeG, DSO, OLII      | N.3/MS 3, Spa.3                        | 11. Sep. 1917 (vermisst)                              |
| Charles Nungesser |      | Lieutenant      | 43 | Ch. LH, MéM, CdeG, DSC, MC, BCdeG | N.65, SPA.65, V.106, V.116             | 8. Mai 1927 (verschollen)                             |
| Georges Madon     |      | Capitaine       | 41 | Ch. LH, MéM, CdeG                 | BL.30, MF.218, N.38,/SPA.38            | 11. Nov. 1924 (abgestürzt)                            |
| Maurice Boyau     |      | Lieutenant      | 35 | Ch. LH, MéM, CdeG                 | N.77                                   | 16. Sep. 1918 (Von Georg von Hantelmann abgeschossen) |
| Michel Coiffard   |      | Lieutenant      | 34 | Ch. LH, MéM, MC                   | N.154, SPA.154                         | 29. Okt. 1918 (gefallen)                              |
| Léon Bourjade     |      | Lieutenant      | 28 | Ch. LH, CdeG                      | N.152/SPA.152                          | 22. Okt. 1924                                         |
| Armand Pinsard    |      | Capitaine       | 27 | Ch. LH, MéM, CdeG, MC             | MS.23, N.26, SPA.23                    | 10. Mai 1953                                          |
| René Dorme        |      | Sous-Lieutenant | 27 | Ch. LH, MéM, CdeG, MC             | N.3/SPA.3                              | 25. Mai 1917 (Von Heinrich Kroll abgeschossen)        |
| Gabriel Guerin    |      | Sous-Lieutenant | 23 | Ch. LH, MéM, CdeG                 | SPA.15, SPA.88                         | 1. Aug. 1918 (gefallen)                               |
| Marcel Haegelen   |      | Sous-Lieutenant | 22 | Ch. LH, MéM, CdeG                 | F.8, N.3, SPA.89, SPA.100              | 24. Mai 1950                                          |
| Alfred Heurteaux  |      | Capitaine       | 21 | Ch. LH, CdeG                      | MS.26, MS.38, N.3/SPA.3                | 30. Dez. 1985                                         |
| Petar Marinovich  |      | Lieutenant      | 21 | Ch. LH, MéM, CdeG                 | SPA.94                                 | 2. Dez. 1919 (abgestürzt)                             |
| Albert Deullin    |      | Capitaine       | 20 | Ch. LH, CdeG                      | MF.62, N.3, SPA.73, Group de Combat 19 | 29. Mai 1923 (abgestürzt)                             |

## Liste der wichtigsten Auszeichnungen
| Abkürzung | Bezeichnung                   | Verleihungsbestimmung                                                                         |
| --------- | ----------------------------- | --------------------------------------------------------------------------------------------- |
| BCdeG     | Croix de guerre (Belgien)     | belgische Kriegsauszeichnung, wurde ebenfalls an Soldaten anderer Nationen verliehen          |
| CdeG      | Croix de guerre               | Kriegsauszeichnung, wurde ebenfalls an Soldaten anderer Nationen verliehen                    |
| Ch. LH    | Chevalier de Légion d’honneur | Hohe Auszeichnung für hervorragende Verdienste im zivilen und militärischen Bereich verliehen |
| DSC       | Distinguished Service Cross   | zweithöchste US-amerikanische Kriegsauszeichnung für Tapferkeitstaten                         |
| DSO       | Distinguished Service Order   | zweithöchste britische Kriegsauszeichnung für Tapferkeitstaten                                |
| MC        | Military Cross                | britische Kriegsauszeichnung für Tapferkeitstaten im Bereich der Landstreitkräfte             |
| MéM       | Médaille militaire            | französische Kriegsauszeichnung für Unteroffiziere und Mannschaften                           |
| MM        | Military Medal                | britische Kriegsauszeichnung, wurde ebenfalls an Soldaten anderer Nationen verliehen          |

Von französischer Seite wurden im Ersten Weltkrieg insgesamt 2049 Feindflugzeuge und 357 Fesselballons vernichtet. Dem gegenüber standen 3500 Gefallene; dazu kamen 3000 Verwundete und Vermisste. Weitere 2000 Soldaten verloren durch Unfälle ihr Leben.